# 고제면
고제면(高梯面)은 대한민국 경상남도 거창군의 면이다. 거창군의 최북부에 위치하고 있으면서 북쪽의 대덕산(1,290m)을 경계로 경상북도 김천시와 접경하고 서북쪽의 삼봉산(1,254m)을 경계로 전북특별자치도 무주군과 접경하고 있는 3도 경계지역이며, 남서쪽의 호음산(930m)을 경계로 북상면 및 주상면과 접하고 동쪽으로는 기세우산과 송산을 잇는 산줄기를 경계로 웅양면과 접하는 산간오지 면으로 거창군 군청소재지로부터 18km 거리에 위치하고 있다. 면 소재지를 중심으로 큰골과 작은골 두 개의 골짜기로 이루어져 있으며 큰골의 지방도 제1089호선과 작은골의 국도 제37호선이 전라북도 무주군과 연결되어 무주구천동, 무주리조트 등 덕유산국립공원 관광권의 관문이며 해발 1,254m의 삼봉산은 백두대간 덕유 제1봉으로 투구봉, 노적봉, 칼바위, 장군바위 등이 어우러진 명산으로 남쪽 산중턱에는 금봉암 사찰이 있다.

## 연혁
무명의 도승이 입석마을 서쪽을 흐르는 개명천을 건너기 위해 높이 6m, 길이 11m의 큰 돌다리를 놓았다는데서 유래하여 높은다리(高梯)라 하게 되었는데 이 다리 이름이 곧 면 이름이 되었다. 조선시대에는 북창리, 입석리, 개명리, 손항리, 수다리, 성초역리, 둔대리, 임당리 8개 리가 있었고, 1914년 행정구역 개편으로 대곡면 ‘큰골’과 소곡면 ‘작은골’의 삼면을 합병하여 농산리 714번지에 청사를 두고 고제면으로 하였다. 1950년 10월 16일 한국전쟁으로 인하여 청사가 소실되어 농산리 25-1번지에서 임시 사무를 보다가 1954년 4월 10일 농산리 754-3번지의 현청사로 이전하였으며, 1986년 11월 23일 부지 2,589m2에 지상 2층의 철근콘크리트 스라브 건물 569m2의 현대식 신청사를 준공하여 현재에 이르고 있으며, 지금은 농산리, 개명리, 봉계리, 봉산리, 궁항리 5개의 법정리로 나눈다.

## 법정리
- 봉산리
- 궁항리
- 개명리
- 봉계리
- 농산리

## 교육
- 고제초등학교
  - 소사분교 (폐교) : 고제면 고제로 1134 (봉계리)
- 개명초등학교 (폐교) : 고제면 수유길 31-10 (개명리)
- 거창중학교 고제분교

## 특산물
거창사과의 대표적인 주산지이며, 지역특산물로는 해발 500m 이상에서 재배한 고랭지 채소인 배추, 무가 유명하며 오미자 등이 주요 농가 소득원을 이루고 있다.